# Cyphothyris
Cyphothyris is een geslacht van vlinders uit de familie prachtmotten (Cosmopterigidae).

## Soorten
- C. disphaerias Meyrick, 1932
- C. ophryodes Meyrick, 1914
- C. pyrrhophrys Meyrick, 1932